# 対決!マイベスト10
『対決!マイベスト10』（たいけつ マイベストテン）は、1997年10月17日から1998年3月27日までテレビ東京系列局で放送されていたエムファーム制作の音楽トーク番組である。放送時間は毎週金曜 22:00 - 22:54 （日本標準時）。
毎回世代の異なるゲスト2組がお気に入りの曲を10曲ずつ挙げていき、曲それぞれに対する思いを語っていた。司会は上岡龍太郎が務めていたが、視聴率低迷のため半年で終了。

## 出演者
- 上岡龍太郎 - 司会を担当。
- 磯野貴理子 - レギュラーパネラーとして出演。
- ふかわりょう - レギュラーパネラーとして出演。
- 佐々木明子（テレビ東京アナウンサー）
- 井上堯之バンド[2]

## マイベスト10
この番組ではそれぞれの順位ごとにテーマを定めて、それに沿った曲を紹介していた。
以下、出典は『日経エンタテインメント!』1998年3月号掲載の番宣広告より。
| 順位 | 名称             | 意味合い                   |
| ---- | ---------------- | -------------------------- |
| 1位  | MY ベストソング  | 自身のベストソング         |
| 2位  | ズタズタソング   | 失恋時に聴いた曲           |
| 3位  | KYUN2ソング      | 初恋時に聴いた曲           |
| 4位  | 冷却ソング       | 頭を冷やす際に聴く曲       |
| 5位  | 分身ソング       | 自身のテーマ曲にしている曲 |
| 6位  | 決めるぞソング   | ここ一番の勝負時に聴く曲   |
| 7位  | ハッピーソング   | 聴くとハッピーになる曲     |
| 8位  | 青ケツソング     | 青春時代に聴いた曲         |
| 9位  | お育ちソング     | 幼少時代に聴いた曲         |
| 10位 | フェロモンソング | 聴くとエッチな気分になる曲 |

## 放送リスト
- 1997年10月17日 小堺一機VS遠藤久美子
- 1997年10月24日 久本雅美VSMAX
- 1997年10月31日 川合俊一VSつぶやきシロー
- 1997年11月7日  ダチョウ倶楽部VS吉野公佳
- 1997年11月14日 峰竜太VS辺見えみり
- 1997年11月21日 加賀まりこVS猿岩石
- 1997年11月28日 西城秀樹VS佐々木主浩
- 1997年12月5日  羽賀研二VS西村知美
- 1997年12月12日 高橋幸宏VSさとう珠緒
- 1997年12月19日 武田鉄矢VS中山エミリ
- 1997年12月26日 掛布雅之VS荻野目洋子
- 1998年1月9日   五月みどりVS山田邦子
- 1998年1月16日  恵俊彰VS山田まりや
- 1998年1月23日  西岡徳馬VS千堂あきほ
- 1998年1月30日  勝俣州和VS井森美幸
- 1998年2月6日   爆笑問題VS知念里奈
- 1998年2月13日  前川清VS加藤紀子
- 1998年2月20日  美川憲一VS飯島愛
- 1998年2月27日  村井国夫VS小柳ルミ子
- 1998年3月6日   中森明菜VS永作博美
- 1998年3月13日  小林幸子VS風見しんご
- 1998年3月20日  藤田まことVS水野真紀
- 1998年3月27日  奈美悦子VS研ナオコ

## スタッフ
- 企画構成：植竹公和
- プロデューサー：橋山厚志
- 技術協力：池田屋、ライト・スペース、TAMCO、東通ビデオセンター、SPOT
- 美術協力：CAVIN
- 制作：エムファーム
- 製作著作：テレビ東京

## エンディングテーマ
- 夢（和田アキ子）
- 桜のころ（我那覇美奈）